# Human Behaviour
Human Behaviour is de debuutsingle van de IJslandse zangeres Björk waarmee ze wereldwijd is doorgebroken afkomstig van het album Debut.

## Videoclip
Björks eerste solo-videoclip. Björk zit in het bos en wordt onder andere aangevallen door vlinders, achtervolgd door teddyberen en veranderd in een egel voor een auto. De clip is geregisseerd door Michel Gondry.

## Uitgaven
De single is op cd-single uitgebracht. Eerste versie door Polydor, de tweede versie door Mother. De tracklisting:
1. Human Behaviour
2. Human Behaviour (close to human mix)
3. Human Behaviour (dom t mix)
4. Human Behaviour (Bassheads edit)

Human Behaviour is ook uitgegeven op het Greatest hits album van Björk uit 2002.

## Hitnoteringen

### Nederlandse Top 40
| Human Behaviour in de Nederlandse Top 40 | Human Behaviour in de Nederlandse Top 40 | Human Behaviour in de Nederlandse Top 40 | Human Behaviour in de Nederlandse Top 40 | Human Behaviour in de Nederlandse Top 40 |
| Week                                     | 36                                       | 37                                       | 38                                       | 39                                       |
| ---------------------------------------- | ---------------------------------------- | ---------------------------------------- | ---------------------------------------- | ---------------------------------------- |
| Positie                                  | 34                                       | 33                                       | 39                                       | uit                                      |

### NPO Radio 2 Top 2000
Human Behaviour stond alleen in 2017 in de NPO Radio 2 Top 2000, op plek 1970.